# Jean de La Bruyère

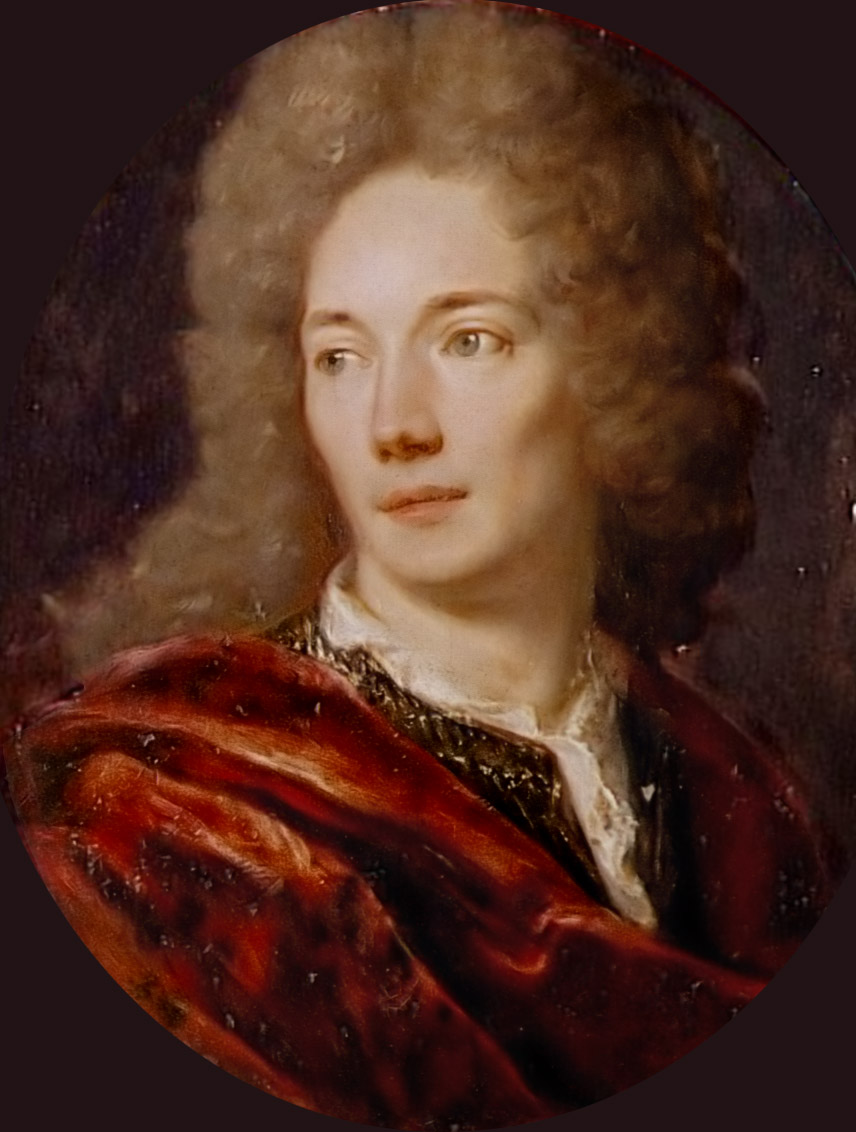
Jean de La Bruyère

Jean de La Bruyère (* 16. August 1645 in Paris; † 10. Mai 1696 in Versailles) war ein französischer Schriftsteller.

## Leben
Der als Moralist zu den großen französischen Klassikern gerechnete Autor stammte aus einer bürgerlichen, wohl erst seit kurzem in Paris ansässigen Familie und erhielt nach einem Jurastudium in Orléans 1665 die Zulassung als Anwalt am höchsten Pariser Gericht, dem Parlement. 1671 beerbte er mit seinen drei jüngeren Geschwistern einen reichen Onkel und kaufte 1673 in Caen ein Amt in der Finanzverwaltung, das ihn pro forma adelte, ihm aber keine Präsenz vor Ort abverlangte. Er lebte vielmehr weiter als Rentier in Paris und dilettierte als Privatgelehrter.
Hierbei stieß er auf die Charakterstudien des antiken Polygraphen und Aristoteles-Schülers Theophrastos (3. Jh. v. Chr.), die er aus dem Griechischen zu übertragen begann.
1684 wurde er, auf Empfehlung des Bischofs, Prinzenerziehers und großen Predigers Bossuet, vom Prince de Condé, dem Chef einer Seitenlinie des Königshauses, zum Hauslehrer (précepteur) dessen Enkels, des Duc (= Herzog) de Bourbon, bestellt. Nachdem dieser 1687 verheiratet worden war, blieb La Bruyère als „gentilhomme“ (eine Art Edeldomestik) und Sekretär in seinen Diensten und lebte in seinem Schlepptau überwiegend in Paris, Chantilly und Versailles.
Als Randfigur im hochadeligen Milieu wurde er zu dessen scharfem Beobachter und bereicherte in der Folge die Theophrastschen „Charaktere“ um die Darstellung sozialer Typen der eigenen Zeit, wobei er mit Vorliebe bestimmte adelige und pseudoadelige Verhaltensweisen, aber auch allgemeine menschlich-allzumenschliche Schwächen, Manien und Ticks aufs Korn nahm. 1688 ließ er ein Bändchen erscheinen mit dem Titel Les Caractères de Théophraste, traduits du grec, avec les caractères ou les mœurs de ce siècle („Die Charaktere von Th., aus dem Griechischen übertragen, mit den Charakteren oder Sitten unseres Jahrhunderts“).
Das Werk war dank seiner Thematik, seiner Einteilung in kurze, gut lesbare Abschnitte sowie seiner pointierten, oft ironischen Formulierungen sofort ein Erfolg, und La Bruyère erweiterte es von einer zur nächsten der neun Auflagen, die rasch aufeinander folgten; die letzte kurz nach seinem Tode. In Paris zirkulierten bald auch Schlüssel, die einzelne Figuren als Porträts bekannter Zeitgenossen zu identifizieren versuchten. 1845 veröffentlichte Charles Athanase Walckenaer dieses Werk bei Firmin Didot in Paris; im Anhang sind sämtliche Ergänzungen, den jeweiligen Neuauflagen zugeordnet, dokumentiert.
Nach einem ersten vergeblichen Anlauf 1691 erfüllte sich 1693 der Traum La Bruyères: Er wurde mit Nachhilfe des Königs in die Académie française gewählt – in der Auseinandersetzung zwischen Traditionalisten und Progressiven als Kandidat der traditionalistischen „Anciens“ und gegen den Widerstand der progressiven „Modernes“, die dort inzwischen tonangebend waren und die er mit seiner Antrittsrede bewusst provozierte.
Kurz vor seinem plötzlichen Tod durch einen Schlaganfall verfasste er noch die Schrift Dialogues sur le quiétisme, mit der er seinen einstigen Gönner Bossuet in dessen Kampf gegen Madame Guyon und Fénelon unterstützte.